# Oyama, Mexiko
Oyama är en ort i Mexiko.   Den ligger i kommunen Hidalgo och delstaten Tamaulipas, i den centrala delen av landet, 500 km norr om huvudstaden Mexico City. Oyama ligger 241 meter över havet och antalet invånare är 883.
Terrängen runt Oyama är platt, och sluttar österut. Runt Oyama är det glesbefolkat, med 9 invånare per kvadratkilometer. Närmaste större samhälle är Estación Santa Engracia, 13,9 km söder om Oyama. I omgivningarna runt Oyama växer huvudsakligen savannskog.